# Michelle Jenner
Michelle Jenner, född 14 september 1986 i Barcelona, är en spansk skådespelare.
Jenner har bland annat medverkat i filmerna Jakten till månen från 2015, Bird Box Barcelona från 2023 och Julieta från 2016.

## Filmografi (i urval)
- 2015 – Jakten till månen
- 2016 – Julieta
- 2023 – Bird Box Barcelona
- 2023 – Berlin (TV-serie)